# Kanton Thuir

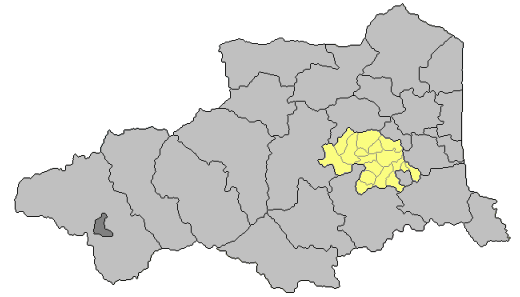
Lage im Département Pyrénées-Orientales

Der Kanton Thuir war bis 2015 ein französischer Wahlkreis im Arrondissement Perpignan, im Département Pyrénées-Orientales und in der Region Languedoc-Roussillon. Sein Hauptort war Thuir. Vertreter im Generalrat des Départements war zuletzt von 1982 bis 2015 René Olive (PS).
Der Kanton war 198,78 km² groß und hatte 22.2262 Einwohner (Stand: 1. Januar 2012).

## Gemeinden
Der Kanton bestand aus 17 Gemeinden:
| Gemeinde                         | Einwohner Jahr | Fläche km² | Bevölkerungsdichte | Code INSEE | Postleitzahl |
| -------------------------------- | -------------- | ---------- | ------------------ | ---------- | ------------ |
| Brouilla                         | 1.205 (2013)   | 7,83       | 154 Einw./km²      | 66026      | 66620        |
| Caixas                           | 137 (2013)     | 28,11      | 5 Einw./km²        | 66029      | 66300        |
| Camélas                          | 428 (2013)     | 12,72      | 34 Einw./km²       | 66033      | 66300        |
| Castelnou                        | 341 (2013)     | 19,28      | 18 Einw./km²       | 66044      | 66300        |
| Fourques                         | 1.183 (2013)   | 9,39       | 126 Einw./km²      | 66084      | 66300        |
| Llauro                           | 314 (2013)     | 8,34       | 38 Einw./km²       | 66099      | 66300        |
| Llupia                           | 1.964 (2013)   | 6,88       | 285 Einw./km²      | 66101      | 66300        |
| Passa                            | 683 (2013)     | 13,47      | 51 Einw./km²       | 66134      | 66300        |
| Ponteilla                        | 2.801 (2013)   | 13,78      | 203 Einw./km²      | 66145      | 66300        |
| Sainte-Colombe-de-la-Commanderie | 146 (2013)     | 4,74       | 31 Einw./km²       | 66170      | 66300        |
| Saint-Jean-Lasseille             | 1.301 (2013)   | 2,89       | 450 Einw./km²      | 66177      | 66300        |
| Terrats                          | 661 (2013)     | 7,32       | 90 Einw./km²       | 66207      | 66300        |
| Thuir                            | 7.347 (2013)   | 19,9       | 369 Einw./km²      | 66210      | 66300        |
| Tordères                         | 163 (2013)     | 9,91       | 16 Einw./km²       | 66211      | 66300        |
| Tresserre                        | 968 (2013)     | 11,21      | 86 Einw./km²       | 66214      | 66300        |
| Trouillas                        | 1.903 (2013)   | 17,01      | 112 Einw./km²      | 66217      | 66300        |
| Villemolaque                     | 1.177 (2013)   | 6          | 196 Einw./km²      | 66226      | 66300        |

## Bevölkerungsentwicklung
| 1962   | 1968   | 1975   | 1982   | 1990   | 1999   | 2006   | 2011   |
| ------ | ------ | ------ | ------ | ------ | ------ | ------ | ------ |
| 10.239 | 10.748 | 12.405 | 13.925 | 15.799 | 18.096 | 20.471 | 22.024 |